# NK Polet Karanac
NK Polet je nogometni klub iz Karanca. 
Trenutačno se natječe u 2. ŽNL Osječko-baranjskoj, NS Beli Manastir.